# Connor Trinneer
Connor Trinneer (Walla Walla, 19 marzo 1969) è un attore statunitense, noto per aver interpretato Trip Tucker nella serie televisiva Star Trek: Enterprise.

## Biografia
Connor Trinneer ha frequentato la Pacific Lutheran University, inizialmente come giocatore di football americano: solo in seguito scoprì la passione per la recitazione ed il teatro; in tale università si è laureato in recitazione con il Bachelor of Fine Arts (BFA); successivamente ha anche conseguito il Master of Fine Arts (MFA) in recitazione e regia all'Università del Missouri a Kansas City.
Prima di diventare un attore televisivo, ha recitato per molti anni in teatro ed in particolare nell'Huntington Theater Company a Boston. Per la sua interpretazione del comandante Tucker ha ricevuto due candidature al Saturn Award dell'Academy of Science Fiction, Fantasy & Horror Films.
Prima della partecipazione a Star Trek, ha interpretato il ruolo di Zeus Zelenco nella lunghissima serie One Life to Live. Oltre a questo, ha avuto ruoli come guest star e apparizioni in singoli episodi di numerose serie televisive e film per la televisione.

## Vita privata
È sposato dal 2004 con Ariana Navarre, da cui ha avuto un figlio, Jasper, nel 2005.

## Filmografia parziale

### Cinema
- The Captains, regia di William Shatner – documentario (2011)
- Zarg Attack!, regia di Loyd Bateman - cortometraggio (2013)
- Prey for Death, regia di Rene Perez (2015)
- Exorcist: House of Evil, regia di David Trotti (2016)
- Unbelievable!!!!!, regia di Steven L. Fawcette (2016)
- Barry Seal - Una storia americana (American Made), regia di Doug Liman (2017)
- Stargate Origins: Catherine, regia di Mercedes Bryce Morgan (2018)
- Ceres, regia di Michael Figge - cortometraggio (2018)
- Riley Parra: Better Angels, regia di Christin Baker (2019)
- Ben, frankly., regia di Ahmet Tan - cortometraggio (2019)
- Dark Harbor, regia di Joe Raffa (2019)
- Jon Hamm, regia di Sean Carlo Martini - cortometraggio (2021)
- The Wedding Pact 2: The Baby Pact, regia di Matt Berman (2022)
- The Fabelmans, regia di Steven Spielberg (2022)

### Televisione
- Una vita da vivere (One Life to Live) – soap opera, 1 puntata (1996)
- Pensacola - Squadra speciale Top Gun (Pensacola: Wings of Gold) – serie TV, episodio 1x13 (1998)
- E.R. - Medici in prima linea (ER) – serie TV, episodio 4x12 (1998)
- Il tocco di un angelo (Touched by an Angel) – serie TV, episodio 4x21 (1998)
- I viaggiatori (Sliders) – serie TV, episodio 4x02 (1998)
- FreakyLinks – serie TV, episodio 1x2 (2000)
- Gideon's Crossing – serie TV, episodio 1x2 (2000)
- M.K.3, regia di Félix Enríquez Alcalá – film TV (2000)
- 61*, regia di Billy Crystal – film TV (2001)
- Far East, regia di Daniel J. Sullivan – film TV (2001)
- Star Trek: Enterprise – serie TV, 96 episodi (2001-2005) – Trip Tucker
- Numb3rs – serie TV, episodio 2x09 (2005)
- Close to home - Giustizia ad ogni costo (Close to Home) – serie TV, episodio 1x12 (2006)
- Stargate Atlantis – serie TV, 10 episodi (2006-2008)
- NCIS - Unità anticrimine (NCIS) – serie TV, episodio 3x22 (2006)
- Senza traccia (Without a Trace) – serie TV, episodio 5x22 (2006)
- I Griffin (Family Guy) – serie TV, episodio 5x9 (2007)
- Manchild, regia di Stephen Gyllenhaal – film TV (2007)
- Criminal Minds – serie TV, episodio 4x3 (2008)
- 24 – serie TV, episodio 7x15 (2009)
- Star Runners, regia di Mat King – film TV (2009)
- Terminator: The Sarah Connor Chronicles – serie TV, episodio 2x14 (2009)
- The Closer – serie TV, episodio 5x12 (2009)
- Lincoln Heights - Ritorno a casa – serie TV, 2 episodi (2009)
- The Mentalist – serie TV, episodio 3x9 (2010)
- Pretty Little Liars – serie TV, episodio 1x17 (2011)
- NCIS: Los Angeles – serie TV, episodio 2x16 (2011)
- The Protector – serie TV, episodio 1x2 (2011)
- Fairly Legal – serie TV, episodio 2x12 (2012)
- Suits – serie TV, episodio 2x09 (2012)
- American Odyssey – serie TV, 4 episodi (2015)
- Kittens in a Cage – serie TV, episodio 1x1 (2015)
- Take It from the Top, regia di Ted Lange – film TV (2017)
- Riley Parra – serie TV, 5 episodi (2017)
- Hot Break, regia di Lisa Demaine – film TV (2017)
- Stargate Origins – webserie, 9 webisodi (2018)
- 9-1-1 – serie TV, 5 episodi (2018-2022)
- Guilty Party – serie TV, 8 episodi (2018)
- The Purge – serie TV, 10 episodi (2019)
- Star Trek: Very Short Treks – serie TV, episodio 1x4 (2023)

## Doppiatori italiani
Nelle versioni in italiano delle opere in cui ha recitato, Connor Trinneer è stato doppiato da:
- Christian Iansante in Numb3rs, The Closer
- Vittorio Guerrieri in NCIS - Unità anticrimine, 24
- Francesco Prando in Star Trek: Enterprise
- Massimiliano Manfredi in Stargate Atlantis
- Lucio Saccone in Criminal Minds
- Gaetano Lizzio in NCIS: Los Angeles
- Davide Marzi in Suits
- Roberto Chevalier in American Odyssey
- Edoardo Nordio in 9-1-1 (ep.2x01)
- Giorgio Locuratolo in 9-1-1 (ep.5x11)
- Marco Balzarotti in The Purge
- Raffaele Palmieri in The Fablemans